# Ànec cullerot australià
L'ànec cullerot australià (Anas rhynchotis) és una espècie d'ocell de la família dels anàtids (Anatidae) que habita pantans, llacs, estanys, corrents fluvials i llacunes costaneres del sud-oest, sud i est d'Austràlia, Tasmània i Nova Zelanda. Modernament ha estat inclòs en el gènere Spatula com (S. rhynchotis).